# Halictus leucaheneus
De Halictus leucaheneus (tên tiếng Anh: zuidelijke gouden groefbij) là một loài Hymenoptera trong họ Halictidae. Loài này được Ebmer mô tả khoa học năm 1972.